# トヨタカローラ岩手
トヨタカローラ岩手株式会社（トヨタカローラいわて）は、岩手県盛岡市に本社を置く、自動車販売会社。

## 概要
- 元々トヨタ自動車直系のディーラーだったが、現在はトヨタカローラ八戸などを運営する塚原グループ企業になる。
- 岩手県のうち、紫波町以北と遠野市及び釜石市以北にてトヨタカローラ店を展開している。
  - なお、岩手県南と大船渡市はトヨタカローラ南岩手のエリアである。

## 沿革
- 1962年 - 「トヨタパブリカ岩手」設立。
- 1968年 - 『トヨタカローラ岩手株式会社』に商号変更。
- 2000年 - 「トヨタカローラ八戸（株）」を運営する「塚原グループ」の傘下となる。

## 関連会社
- 塚原
  - フィットネスクラブ・ウイング（旧：サンフィッシュスポーツクラブ）
- トヨタカローラ八戸
- ネッツトヨタみちのく
- テクノクラフト・シー・アンド・ヴィ
- ジェームス青森
- ツカハラエンタープライズ（青森市・八戸市の2カ所にてアウディ車取り扱いディーラー：アウディ店を運営）
- シー・アンド・ヴィカンパニー（弘前市・八戸市の2カ所にてフォルクスワーゲンブランド車取り扱いディーラーを運営）

## 岩手県内の他のトヨタ車販売店
- 岩手トヨタ自動車（トヨタ店）
- 岩手トヨペット（トヨペット店）
- ネッツトヨタ岩手（ネッツ店：旧トヨタオート岩手）
- トヨタカローラ南岩手（トヨタカローラ店）：内陸の花巻以南及び沿岸の大船渡にて展開
- ネッツトヨタ盛岡（ネッツ店：旧トヨタビスタ岩手）